# Salón de la Fama de las mujeres de Iowa

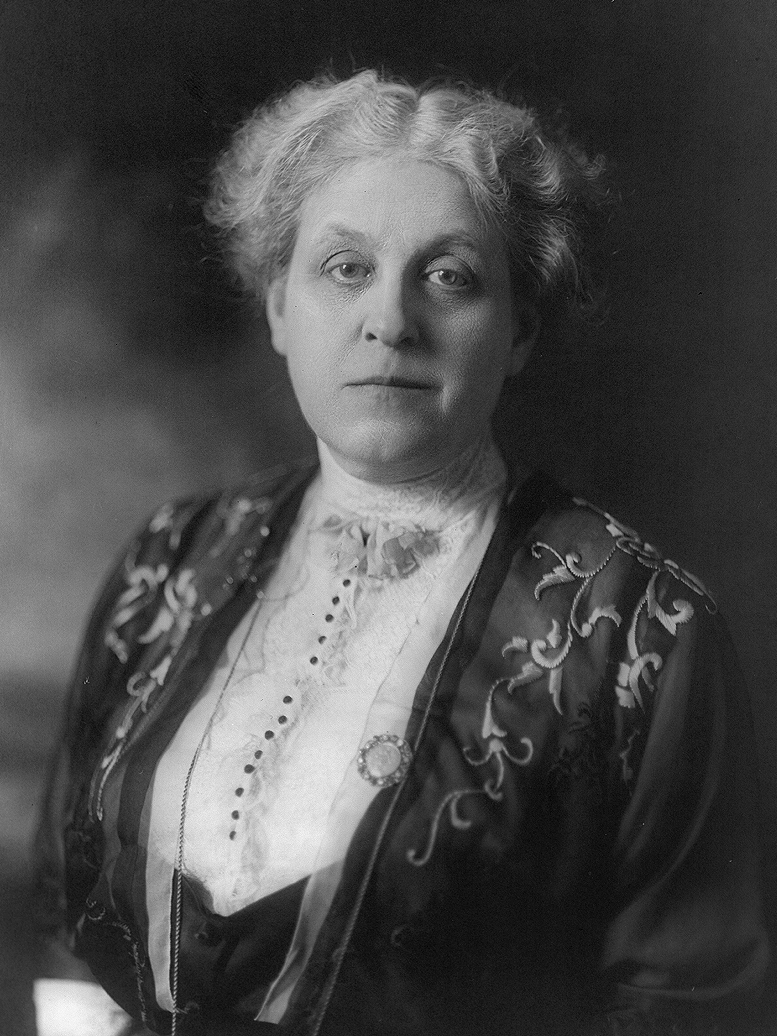
Carrie Chapman Catt, primer personaje incluido en la lista del Salón de la Fama de Iowa.

El Salón de la Fama de las mujeres de Iowa fue creado para reconocer los éxitos de las mujeres asociadas con el estado de Iowa en Estados Unidos. Es un esfuerzo de la Comisión de Iowa sobre el Estatus de la Mujer (ICSW).

## Historia
En 1972, el estado de Iowa creó el CIBS para supervisar los problemas de las mujeres, con Cristine Swanson Wilson como su primera presidenta. Desde los comienzos del Salón de la Fama en 1975, el CIBS y el gobernador de Iowa nombraron a cuatro nominadas anuales en una ceremonia pública. El evento se llevaba a cabo en el Día de la Igualdad de la Mujer, que conmemora la ratificación de la Decimonovena Enmienda a la Constitución de los Estados Unidos del 26 de agosto de 1920 que otorgó a las mujeres el derecho al voto. Las homenajeadas son nominadas por el público a través de formularios en línea disponibles en el sitio web del ICSW. El CIBS también creó la «Medalla Cristine Wilson para la Igualdad y la Justicia» anual en 1982. Wilson fue incluida en el Salón de la Fama en 1989.
Las primeras en ser nombradas fueron la primera secretaria de Estado de Iowa, Ola Babcock Miller, quien creó la Patrulla Estatal de Iowa; presidenta y miembro fundador de Iowa Woman Suffrage Association, Amelia Bloomer; presidenta de la Asociación Nacional de Sufragio Femenino estadounidense y fundadora de la Liga de Mujeres Votantes, Carrie Chapman Catt; y Annie Turner Wittenmyer, fundadora de la Unión Cristiana de Mujeres por la Templanza, formó una sociedad de ayuda para apoyar a los soldados del Ejército de la Unión durante la Guerra de Secesión, y también ayudó a aprobar la legislación de pensiones para las enfermeras en esa misma guerra. Catt fue la primera incluida en el Salón de la Fama.
En los años siguientes, en las filas del Salón de la Fama se unieron mujeres de todos los ámbitos de la vida. A partir de las ceremonias de las incluidas de 2017, se han sumado 172 mujeres. La lista de inducidos incluye a pioneras de los derechos civiles, líderes de problemas globales, trabajadoras voluntarias de la comunidad, funcionarias electas, artistas, la profesión médica y una gran abundancia de contribuciones de las mujeres del estado. Dos primeras damas de los Estados Unidos, Lou Henry Hoover y Mamie Eisenhower fueron agregadas en 1987 y 1993 respectivamente. La conservacionista ambiental Gladys B. Black estuvo en la lista en 1985. La micolista Lois Hattery Tiffany fue agregada en 1991 por su carrera de educar al público sobre los hongos. Las militares están representadas por la veterana del Cuerpo de Ejército Femenino Rosa Cunningham en 1980 y por la exfiscal general del ejército de los Estados Unidos Phyllis Propp Fowle en 2001. Peg Mullen, activista pacifista de la época de la Guerra de Vietnam fue incluida en 1997. Susan Glaspell, ganadora del Premio Pulitzer fue una de las ingresadas en 1976. Hualing Nieh Engle, quien en 1976 fue co-nominada para el Premio Nobel de la Paz, se convirtió en miembro del Salón de la Fama en el 2008. La ganadera Mary Garst se agregó en 1981. Varias mujeres agricultoras están en la lista, y en el 2001 se incluyó a la abogada Phyllis Josephine Hughes, quien también había sido honrada por el papa Juan Pablo II por su asistencia legal a la comunidad agrícola.

## Galardonadas
| Nombre                            | Imagee | Nacimiento–Muerte | Año  | Área de éxitos | Ref(s)  |
| --------------------------------- | ------ | ----------------- | ---- | --- | ------- |
| Mary Newbury Adams                |        | (1837–1901)       | 1981 | Fundadora de Northern Iowa Suffrage Association, fundada Iowa Federation of Women's Clubs | [ 4 ]   |
| Julia Addington                   |        | (1829–1875)       | 2010 | Elegida Superintendente de Escuelas de 1869 en el Condado de Mitchell, primera mujer en Iowa elegida para este cargo | [ 5 ]   |
| Bess Streeter Aldrich             |        | (1881–1954)       | 1998 | Autora | [ 6 ]   |
| Grace Amemiya                     |        |                   | 2016 | Enfermera | [ 7 ]   |
| Julia Faltinson Anderson          |        | (1919-2012)       | 1993 | Trabajadora comunitaria global, incluida su participación con el Cuerpo de Paz y la UNESCO | [ 8 ]   |
| Peg Stair Anderson                |        | (b. 1928)         | 1982 | Escaño en Iowa Women's Political Caucus, ejerciendo en numerosos consejos y comisiones | [ 9 ]   |
| Ruth Bluford Anderson             |        | (1921-2013)       | 1982 | Autora, profesora universitaria, líder cívica | [ 10 ]  |
| Joan Urenn Axel                   |        | (b. 1943)         | 2008 | Abogada, líder cívica; miembro fundador del Carrie Chapman Catt Center para Mujeres en la Política | [ 11 ]  |
| Virginia Bedell                   |        | (1895–1975)       | 1983 | Primera mujer estadounidense que prestó servicio en una junta de libertad condicional designada con regularidad | [ 12 ]  |
| Mildred Wirt Benson               |        | (1905–2002)       | 1994 | Escritora de literatura infantil que ayudó a desarrollar libros de Nancy Drew ; piloto y periodista | [ 13 ]  |
| Janice Ann Beran                  |        |                   | 1998 | Educadora, comunidad y líder de la iglesia | [ 14 ]  |
| Mary Jaylene Berg                 |        | (1950-2004)       | 1999 | Profesora de farmacia, defensora de las mujeres en salud y farmacia | [ 15 ]  |
| Jessie Binford                    |        | (1876–1966)       | 1977 | Liderazgo de la Asociación de Protección Juvenil, trabajadora social y defensora de Hull House | [ 16 ]  |
| Gladys B. Black                   |        | (1909-1998)       | 1985 | Ornitóloga y conservacionista ambiental | [ 17 ]  |
| Amelia Jenks Bloomer              |        | (1818–1894)       | 1975 | Presidenta y miembro fundador de Iowa Woman Suffrage Association | [ 18 ]  |
| Barbara Moorman Boatwright        |        | (1924-2012)       | 2008 | Trabajó para ayudar a las mujeres a presentarse para cargos políticos; ayudó a traer pacificadores globales a Iowa; Premio de acción política Boatwright establecido en su nombre por la Asociación de Trabajadores Sociales de Iowa                                                                                      | [ 19 ]  |
| Sue M. Wilson Brown               |        | (1877–1941)       | 1995 | Defensora de los derechos civiles | [ 20 ]  |
| Charlotte Hughes Bruner           |        | (1917–1999)       | 1997 | Pionero de las escritoras africanas | [ 21 ]  |
| Fannie R. Buchanan                |        | (1875–1957)       | 1984 | Promotora musical y organizadora | [ 22 ]  |
| Bonnie Campbell                   |        | (b. 1948)         | 2002 | 32.ª fiscal general de Iowa | [ 23 ]  |
| Mary E. Domingues Campos          |        | (b. 1929)         | 1995 | Defensora de los derechos humanos | [ 24 ]  |
| Carrie Chapman Catt               |        | (1859–1947)       | 1975 | Presidenta de la Asociación Nacional de Sufragio Femenino Estadounidense, fundadora de la Liga de Mujeres Votantes | [ 25 ]  |
| Joyce Boone Chapman               |        |                   | 2015 | Primera mujer presidenta de la Cámara de Comercio de West Des Moines, West Des Moines Development Corp. y Rotary Club of Des Moines Foundation. La primera vicepresidenta ejecutiva en Cisjordania, directora de Cisjordania desde 1975.                                                                                  | [ 26 ]  |
| Mary Louise Sconiers Chapman      |        | (b. 1948)         | 2013 | Primera mujer en ser decana ejecutiva en Des Moines Area Community College | [ 27 ]  |
| Betty Jean "Beje" Walker Clark    |        | (1920-2005)       | 2000 | Servicio público, Beje Clark Residential Center lleva su nombre | [ 28 ]  |
| Mary Frances Clarke               |        | (1803–1887)       | 1984 | Fundadora de las Hermanas de la Caridad de la Santísima Virgen María | [ 29 ]  |
| Mary Jane Coggeshall              |        | (1836–1937)       | 1990 | Carrie Chapman Catt apodada Coggeshall "La madre del sufragio de la mujer en Iowa" | [ 30 ]  |
| Judith A. Conlin                  |        |                   | 2012 | Educadora y cofundadora de la Iowa Women's Studies Association | [ 31 ]  |
| Roxanne Barton Conlin             |        | (b. 1944)         | 1981 | Fiscal Federal para el Distrito Sur de Iowa, Secretaria de Justicia Auxiliar de Iowa | [ 32 ]  |
| Angela Connolly                   |        |                   | 2016 | Junta de Supervisores del Condado de Polk | [ 33 ]  |
| Joy Cole Corning                  |        | (b. 1932)         | 2004 | 44.º teniente gobernador de Iowa | [ 34 ]  |
| Marguerite Esters Cothorn         |        | (1909–1999)       | 1986 | Músico afroamericana y líder cívica | [ 35 ]  |
| Rosa Cunningham                   |        |                   | 1980 | Sirvió en el Cuerpo de Mujeres del Ejército en la Segunda Guerra Mundial, defensora de los derechos de la mujer | [ 36 ]  |
| Lynn Germain Cutler               |        | (b.1938)          | 1998 | Trabajadora política y organizadora | [ 37 ]  |
| Jolly Ann Horton Davidson         |        |                   | 1987 | Educadora, miembro de varias juntas y comités de difusión pública | [ 38 ]  |
| Evelyn K. Scott Davis             |        |                   | 1983 | Defensora de la educación de la primera infancia | [ 39 ]  |
| Jacqueline Day                    |        | (1918–2002)       | 1978 | Líder cívica, oficial de relaciones públicas para la Administración de Veteranos, parte del equipo de investigación del Congreso en Vietnam durante la guerra | [ 40 ]  |
| Michele Devlin                    |        |                   | 2016 | Profesora de Salud Pública Global y Presidenta de la División de Promoción de la Salud y Educación en la Universidad del Norte de Iowa y Directora del Centro de Iowa sobre Disparidades en la Salud. | [ 41 ]  |
| Gertrude Dieken                   |        | (1910–2002)       | 1995 | Economista, periodista | [ 42 ]  |
| Ursula Delworth                   |        | (1934–2000)       | 2001 | Psicóloga, académica | [ 43 ]  |
| Minnette Doderer                  |        | (1923-2005)       | 1979 | Cámara de Representantes de Iowa, defensora de los derechos de la mujer | [ 44 ]  |
| Nancy A. Dunkel                   |        | (b. 1955)         | 2011 | En la industria bancaria, mentora de las mujeres en los negocios | [ 45 ]  |
| A. Lillian Edmunds                |        | (1892–1955)       | 1988 | Abogada afroamericana para niños y jóvenes | [ 46 ]  |
| Lois Eichjacker                   |        | (b. 1932)         | 1994 | Defensora de los desfavorecidos y para el desarrollo económico | [ 47 ]  |
| Mamie Doud Eisenhower             |        | (1896–1979)       | 1993 | Primera dama de los Estados Unidos | [ 48 ]  |
| Hualing Nieh Engle                |        | (b. 1925)         | 2008 | Novelista, poetisa, nominada (con su marido) para el Premio Nobel de la Paz en 1976 | [ 49 ]  |
| Mary Ann Evans                    |        | (b. 1993)         | 2004 | Cofundadora de la Universidad Estatal de Iowa International Women in Science and Engineering, y ISU Programme for Women in Science and Engineering | [ 50 ]  |
| Beverly George Everett            |        | (1926–2001)       | 1983 | Defensora por la igualdad de las mujeres | [ 51 ]  |
| Jeanette Eyerly                   |        | (1908–2008)       | 2006 | Escritora de ficción | [ 52 ]  |
| Rosa Maria Escudé de Findlay      |        | (b. 1936)         | 1999 | Defensora de los derechos latinos | [ 53 ]  |
| Diana L. Findley                  |        | (b. 1948)         | 2003 | Estableció Iowa CareGivers Association | [ 54 ]  |
| Merle Wilna Fleming               |        | (1926–2006)       | 1990 | Derechos civiles y reforma educativa | [ 55 ]  |
| Sue Ellen Follon                  |        | (1942–1998)       | 2002 | Directora ejecutiva Comisión de Iowa sobre la situación de la mujer | [ 56 ]  |
| Phyllis L. Propp Fowle            |        | (1908–2000)       | 2001 | Primera mujer en el ejército de los Estados Unidos en servir como oficial del juez general y la única mujer en esa posición desplegada en el extranjero en la Segunda Guerra Mundial. | [ 57 ]  |
| Gwendolyn Wilson Fowler           |        | (1907–1997)       | 1987 | Primera farmacéutica con licencia afroamericana en Iowa | [ 58 ]  |
| May E. Francis                    |        | (1880–1968)       | 2003 | Educadora y autora de Jim Bowie's Lost Mine | [ 59 ]  |
| Betty Jean Furgerson              |        |                   | 1990 | Defensora por el liderazgo, derechos humanos y derechos civiles | [ 60 ]  |
| Ruth Ann Gaines                   |        | (b. 1947)         | 2007 | Educadora, creó el programa de mentores Sisters for Success. Nuevo miembro del Salón Nacional de Profesores de la fama | [ 61 ]  |
| Mary Garst                        |        | (1928-2014)       | 1981 | Ganadera, directora estatal Iowa Beef Improvement Assn, presidenta de Iowa Simmental Cattle Assn, sirvió en muchas organizaciones, incluidas League of Women Voters, Planned Parenthood of Iowa y Iowa Children's and Family Services.                                                                                    | [ 62 ]  |
| Viola Gibson                      |        |                   | 2016 | Fundadora de Cedar Rapids Branch de la Asociación Nacional para el Avance de las Personas de Color (NAACP) | [ 63 ]  |
| Willie Stevenson Glanton          |        |                   | 1986 | Primera mujer afroamericana elegida para la Legislatura del Estado de Iowa | [ 64 ]  |
| Susan Glaspell                    |        | (1876–1948)       | 1976 | 1931 Premio Pulitzer de drama con su obraAlison's House | [ 65 ]  |
| Christine H. B. Grant             |        | (b. 1936)         | 2006 | Salón de la fama del atletismo de la Universidad de Iowa, atleta y directora de atletismo de la Universidad de Iowa | [ 66 ]  |
| Mary Grefe                        |        | (b. 1928)         | 1980 | Educadora, consultora | [ 67 ]  |
| Edna M. Griffin                   |        | (1909–2000)       | 1985 | 1948: Estado de Iowa v. Katz, decisión de los derechos civiles | [ 68 ]  |
| Johnnie Wright Hammond            |        | (b. 1932)         | 2005 | Política, líder cívica | [ 69 ]  |
| Renee Hardman                     |        |                   | 2014 | Propietaria del negocio de recursos humanos Hardman Consulting | [ 70 ]  |
| Virginia Harper                   |        | (1929–1997)       | 1992 | Afroamericana pionera de la integración | [ 71 ]  |
| Emma J. Harvat                    |        | (1870–1949)       | 2007 | Pionera en el servicio del gobierno; Emma J. Harvat y Mary E. Stach House están en el NRHP en el condado de Johnson | [ 72 ]  |
| Ada Hayden                        |        | (1884–1950)       | 2007 | Botánica que agregó 10,000 especímenes al herbario estatal | [ 73 ]  |
| Helen Brown Henderson             |        | (1919-1997)       | 1992 | Defensora por los discapacitados mentales | [ 74 ]  |
| Teresa Marie Hernandez            |        | (b. 1956)         | 2012 | Directora de la Fundación Chrysalis | [ 75 ]  |
| Nancy Maria Hill                  |        | (1833–1919)       | 1989 | Enfermera de la Guerra Civil que se convirtió en doctora; defensora de las mujeres embarazadas y niños | [ 76 ]  |
| Cora Bussey Hillis                |        | (1858–1924)       | 1976 | Ayudó a organizar la Asociación de Bienestar Infantil de Iowa | [ 77 ]  |
| Helen LeBaron Hilton              |        | (1910–1993)       | 1983 | Servicio público | [ 78 ]  |
| Pearl Hogrefe                     |        | (1889–1977)       | 1982 | Académica, autora, educadora | [ 79 ]  |
| Lou Henry Hoover                  |        | (1874–1944)       | 1987 | Primera dama de los Estados Unidos | [ 80 ]  |
| Dorothy Houghton                  |        | (1890–1972)       | 1978 | Directora de la Oficina de Refugiados, Asistencia Migratoria y Voluntaria durante la Administración Eisenhower | [ 81 ]  |
| Phyllis Josephine Hughes          |        | (1912-2005)       | 2001 | Honrada por el papa Juan Pablo II por ayudar legalmente a los granjeros; activista del partido demócrata y novelista | [ 82 ]  |
| Michelle D. Johnson               |        |                   | 2015 | Teniente general y superintendente de la Academia del Servicio de Defensa de los Estados Unidos, la primera mujer en ocupar ese puesto | [ 83 ]  |
| Mabel Lossing Jones               |        | (1878–1978)       | 1991 | Educadora pasó su carrera enseñando en India como una petición de la Iglesia Metodista Episcopal | [ 84 ]  |
| Alice Yost Jordan                 |        | (1916-2012)       | 2002 | Compositora musical | [ 85 ]  |
| Patty Judge                       |        | (b. 1943)         | 2013 | 46° Teniente Gobernador de Iowa y Secretaria de Agricultura de Iowa | [ 86 ]  |
| Linda K. Kerber                   |        | (b. 1940)         | 2009 | Historiadora | [ 87 ]  |
| Mary E. Kramer                    |        | (b. 1940)         | 2009 | Senadora del estado de Iowa | [ 88 ]  |
| Brenda LaBlanc                    |        | (b. 1928)         | 2005 | Defensra de los necesitados de bajos ingresos | [ 89 ]  |
| Anna B. Lawther                   |        | (1872–1957)       | 1985 | Defensora de los derechos de voto, educación de las mujeres | [ 90 ]  |
| Meridel Le Sueur                  |        | (1900–1996)       | 1996 | Escritora | [ 91 ]  |
| Mabel Lee                         |        | (1886–1985)       | 1979 | Educación Física | [ 92 ]  |
| Joan Liffring-Zug Bourret         |        | (b. 1929)         | 1996 | Fotoperiodista que documentó el movimiento por los derechos civiles en la década de 1950 en Cedar Rapids | [ 93 ]  |
| Jean Hall Lloyd-Jones             |        | (b. 1929)         | 2003 | Senadora de Iowa , Cámara de Representantes de Iowa | [ 94 ]  |
| Twila Parker Lummer               |        |                   | 1988 | Defensora del cuidado y educación para adolescentes y embarazadas | [ 95 ]  |
| Mary Lundby                       |        | (1948–2009)       | 2010 | Senadora del estado de Iowa | [ 96 ]  |
| Barbara Marie Mack                |        | (1952–2012)       | 2013 | Profesora de Periodismo en la Universidad Estatal de Iowa; primera secretaria corporativa femenina y asesora general del Des Moines Register and Tribune | [ 97 ]  |
| Arabella Mansfield                |        | (1846–1911)       | 1980 | Primera abogada en los Estados Unidos | [ 98 ]  |
| Adeline Lavonne McCormick-Ohnemus |        | (1921–1996)       | 2009 | Osteópata, médico rural y médico forense del condado | [ 99 ]  |
| Jacqueline Easley McGhee          |        |                   | 2011 | Activista comunitario | [ 100 ] |
| Ola Babcock Miller                |        | (1872–1937)       | 1975 | Primera Secretaria de Estado de Iowa; instituyó la patrulla del estado de Iowa ; edificio Ola Babcock Miller nombrado en su honor | [ 101 ] |
| Margaret "Peg" Mullen             |        | (1917–2009)       | 1997 | Activista contra la guerra de Vietnam | [ 102 ] |
| Marilyn O. Murphy                 |        |                   | 1988 | Voluntariado; líder cívica | [ 103 ] |
| Alice Van Wert Murray             |        | (1912-2014)       | 1985 | Agricultora, liderazgo comunitario, Consejo Nacional de Seguridad, Conferencia de Mujeres Asociadas del País, Granjas de Historia Viva | [ 104 ] |
| Janette Stevenson Murray          |        | (1874–1967)       | 1996 | Educadora, derechos de voto para las mujeres, líder cívica | [ 105 ] |
| Ruth Cole Nash                    |        | (1922-2002)       | 2004 | Activista social, mecenas de las artes | [ 106 ] |
| Charlotte Bowers Nelson           |        | (b. 1931)         | 2011 | Líder cívica | [ 107 ] |
| Linda K. Neuman                   |        |                   | 2015 | Jueza del Tribunal Supremo de Iowa | [ 108 ] |
| Louise Rosenfield Noun            |        | (1908–2002)       | 1981 | Activista comunitaria, mecenas de las artes | [ 109 ] |
| Denise O'Brien                    |        | (b. 1949)         | 2000 | Granjera orgánico; fundadora de Women, Food and Agriculture Network, representada por agricultores de las Naciones Unidas, sirve en muchas coaliciones que representan a mujeres rurales | [ 110 ] |
| Mary O'Keefe                      |        |                   | 2014 | Exvicepresidenta y jefe de marketing de Principal Financial Group | [ 111 ] |
| Mary Jane Neville Odell           |        | (1923-2010)       | 1979 | Locutora | [ 112 ] |
| Jessie M. Parker                  |        | (1879–1959)       | 1986 | Educadora | [ 113 ] |
| Dorothy Marion Bouleris Paul      |        |                   | 2006 | Derechos humanos | [ 114 ] |
| Sally J. Pederson                 |        | (b. 1951)         | 2004 | 45.º Teniente Gobernador de Iowa | [ 115 ] |
| Ann Dearing Holtgren Pellegreno   |        | (b. 1937)         | 2001 | Músico | [ 116 ] |
| Carolyn Pendray                   |        | (1881–1958)       | 1978 | Cámara de Representantes de Iowa; primera mujer en la legislatura estatal | [ 117 ] |
| Mary Louise Petersen              |        | (1932-2011)       | 1984 | Voluntariado | [ 118 ] |
| Mary Louise Duncan Putnam         |        | (1832–1903)       | 1991 | Ayudó a desarrollar la Academia de Ciencias de Davenport | [ 119 ] |
| Glenda Gates Riley                |        |                   | 1990 | Historiadora, defensora de las mujeres | [ 120 ] |
| Louise Rosenfeld                  |        | (1906-1990)       | 1979 | Agente de extensión de economía doméstica del USDA | [ 121 ] |
| Eve Schmoll Rubenstein            |        | (1907-1993)       | 1992 | Locutora | [ 122 ] |
| Shirley Ruedy                     |        | (b. 1936)         | 2002 | Periodista | [ 123 ] |
| Gertrude Durden Rush              |        | (1880–1962)       | 1994 | Primera abogada afroamericana en Iowa | [ 124 ] |
| Marilyn A. Russell                |        | (1932–2007)       | 2008 | Directora Ejecutiva de Visiting Nurses en Des Moines | [ 125 ] |
| Edith Rose Murphy Sackett         |        | (1901–1987)       | 1984 | Voluntariado | [ 126 ] |
| Agnes Samuelson                   |        | (1897–1963)       | 1976 | Educadora | [ 127 ] |
| Annie Nowlin Savery               |        | (1831–1891)       | 1997 | Sufragio de las mujeres | [ 128 ] |
| Ruth Buxton Sayre                 |        | (1896–1980)       | 1976 | La portavoz de los granjeros, cofundadora de la Asociación de Mujeres del Mundo en el Campo, Franklin D. Roosevelt y Dwight D. Eisenhower la designaron para puestos presidenciales. | [ 129 ] |
| Susan Schechter                   |        | (1946–2004)       | 2005 | Trabajador social | [ 130 ] |
| Dorothy Schramm                   |        | (1909-2006)       | 1986 | Asuntos globales | [ 131 ] |
| Jessie Field Shambaugh            |        | (1881–1971)       | 1977 | Conocida como "The mother of 4-H clubs" | [ 132 ] |
| Georgia Rogers Sievers            |        | (1924-2014)       | 1989 | Activista comunitaria | [ 133 ] |
| Margaret Wragg Sloss              |        | (1901–1979)       | 2006 | Veterinaria | [ 134 ] |
| Ida B. Wise                       |        | (1871–1952)       | 1977 | Sufragista, presidenta nacional de la Unión de Templanza Cristiana Femenina, participó en la Conferencia de la Casa Blanca sobre Salud y Protección Infantil durante la administración de Herbert Hoover. | [ 135 ] |
| Jeanne Montgomery Smith           |        | (1917-2015)       | 1982 | Médica | [ 136 ] |
| Mary Louise Smith                 |        | (1914–1977)       | 1977 | Trabajadora del Partido Republicano | [ 137 ] |
| Marilyn E Staples                 |        | (b. 1926)         | 1991 | Voluntariado | [ 138 ] |
| Helen Navran Stein                |        | (1923–2010)       | 1999 | Cooperación con el vecindario, trabajando con los ciegos | [ 139 ] |
| Rowena Edson Stevens              |        | (1852–1918)       | 1995 | Sufragio de las mujeres | [ 140 ] |
| Lyn Stinson                       |        |                   | 2009 | Activista comunitaria | [ 141 ] |
| Ruth Suckow                       |        | (1892–1960)       | 1978 | Autora | [ 142 ] |
| Phebe W. Sudlow                   |        | (1831–1922)       | 1993 | Educadora | [ 143 ] |
| Sister Patricia Clare Sullivan    |        |                   | 1988 | Cuidado de la salud | [ 144 ] |
| Ruby L. Sutton                    |        | (1932-2015)       | 2010 | Trabajadora afroamericana de los derechos civiles, activista cívica de la comunidad | [ 145 ] |
| Adeline Morrison Swain            |        | (1820–1899)       | 2000 | Derechos de las mujeres | [ 146 ] |
| Margaret Boeye Swanson            |        | (1919-2011)       | 2000 | Voluntariado | [ 147 ] |
| Ruth Wildman Swenson              |        |                   | 1989 | Científica, alentando a las mujeres a ingresar a las profesiones científicas | [ 148 ] |
| Elaine Eisfelder Szymoniak        |        | (1920–2009)       | 1999 | Senadora del estado de Iowa | [ 149 ] |
| Marsha Ternus                     |        |                   | 2015 | Jueza del Tribunal Supremo de Iowat | [ 150 ] |
| Lois Hattery Tiffany              |        |                   | 1991 | Micóloga, educando al público sobre los hongos | [ 151 ] |
| Maggie Tinsman                    |        | (b. 1936)         | 2014 | Exsenadora estatal de Iowa | [ 152 ] |
| Margaret Mary Toomey              |        | (b. 1937)         | 2003 | Voluntariado | [ 153 ] |
| Deborah Ann Turner                |        | (b. 1950)         | 2013 | Primera mujer afroamericana certificada por la Junta Estadounidense de Obstetricia y Ginecología en oncología ginecológica | [ 154 ] |
| Evelyne Jobe Villines             |        | (1930-2017)       | 1994 | Activista política | [ 155 ] |
| Christie Vilsack                  |        | (b. 1950)         | 2014 | Defensora de la alfabetización y la política | [ 156 ] |
| Nellie Verne Walker               |        | (1874–1973)       | 1987 | Escultora | [ 157 ] |
| Jean Adeline Morgan Wanatee       |        | (1910-1996)       | 1993 | Primera mujer elegida para el consejo tribal de Meskwaki | [ 158 ] |
| Beulah E. Webb                    |        | (1895–1998)       | 1997 | Organizadora cívica afroamericana | [ 159 ] |
| Mary Beaumont Welch               |        | (1841–1923)       | 1992 | Derechos de la mujer, economía doméstica | [ 160 ] |
| Maude Esther White                |        | (1913-2003)       | 1998 | Educadora, voluntaria | [ 161 ] |
| Catherine G. Williams             |        | (b. 1914)         | 1980 | Trabajadora social | [ 162 ] |
| Cristine Swanson Wilson           |        | (1945-1991)       | 1989 | Derechos de las mujeres | [ 163 ] |
| Connie Wimer                      |        | (b. 1932)         | 2007 | Líder de la comunidad, editora, mujer de negocios | [ 164 ] |
| Annie Wittenmyer                  |        | (1827–1900)       | 1975 | Estableció la Sociedad de Ayuda de Soldados Keokuk Ladies para ayudar a los soldados del Ejército de la Unión durante la Guerra Civil. Ayudó con la aprobación de un proyecto de ley de 1892 para dar pensiones a las enfermeras de la Guerra Civil. Fundadora y presidenta de la Unión de Mujeres Templanzas Cristianas. | [ 165 ] |
| Mary E Wood                       |        | (1902–1998)       | 1996 | Líder empresarial, ejecutiva de YWCA | [ 166 ] |
| Mildred Hope Fisher Wood          |        | (1920-2014)       | 2011 | Médica, para problemas de aprendizaje | [ 167 ] |
| Charese Yanney                    |        | (b. 1949)         | 2010 | Mujer de negocios, recaudadora de fondos y líder cívica, ayudó a lanzar Women's Power Lunch y Women United | [ 168 ] |
| Jo Ann McIntose Zimmerman         |        | (b. 1936)         | 2005 | 43° Teniente Gobernador de Iowa | [ 169 ] |